# Myrmeleon
Myrmeleon is een geslacht van insecten uit de familie van de mierenleeuwen (Myrmeleontidae) en de orde van de netvleugeligen (Neuroptera).

## Soorten
- Myrmeleon (Myrmeleon) albivenosus New, 1985
- Myrmeleon (Myrmeleon) alcestris Banks, 1911
- Myrmeleon (Myrmeleon) alluaudi Navás, 1914
- Myrmeleon (Myrmeleon) alticolus Miller & Stange in Miller et al., 1999
- Myrmeleon (Myrmeleon) ambiens Navás, 1912
- Myrmeleon (Myrmeleon) ambiguus Walker, 1860
- Myrmeleon (Myrmeleon) amicus Hölzel & Ohm, 1983
- Myrmeleon (Myrmeleon) angustatus (Navás, 1921)
- Myrmeleon (Myrmeleon) angustipennis Banks, 1916
- Myrmeleon (Myrmeleon) argentinus Banks, 1910
- Myrmeleon (Myrmeleon) arizonicus Banks, 1943
- Myrmeleon (Myrmeleon) asper Walker, 1853
- Myrmeleon (Myrmeleon) assamensis Ghosh, 1982
- Myrmeleon (Myrmeleon) atlas Banks, 1911
- Myrmeleon (Myrmeleon) basutus (Navás, 1927)
- Myrmeleon (Myrmeleon) berenice Banks, 1913
- Myrmeleon (Myrmeleon) bimaculatus C.-k. Yang, 1999
- Myrmeleon (Myrmeleon) brachygaster Navás, 1924
- Myrmeleon (Myrmeleon) brasiliensis (Navás, 1914)
- Myrmeleon (Myrmeleon) buyssoni van der Weele, 1907
- Myrmeleon (Myrmeleon) californicus Banks, 1943
- Myrmeleon (Myrmeleon) caliginosus Hölzel & Ohm, 1983
- Myrmeleon (Myrmeleon) caninus Fabricius, 1793
- Myrmeleon (Myrmeleon) capito Navás, 1912
- Myrmeleon (Myrmeleon) carolinus Banks, 1943
- Myrmeleon (Myrmeleon) catarractarus Gistel, 1856
- Myrmeleon (Myrmeleon) cavipennis Navás, 1917
- Myrmeleon (Myrmeleon) celebensis McLachlan, 1875
- Myrmeleon (Myrmeleon) cephalicus Navás, 1911
- Myrmeleon (Myrmeleon) chappuisinus (Navás, 1936)
- Myrmeleon (Myrmeleon) chloropterus Navás, 1912
- Myrmeleon (Myrmeleon) circumcinctus Tjeder, 1963
- Myrmeleon (Myrmeleon) clothilde Banks, 1913
- Myrmeleon (Myrmeleon) coalitus C.-k. Yang, 1999
- Myrmeleon (Myrmeleon) commoni New, 1985
- Myrmeleon (Myrmeleon) comptus Gerstäcker, 1885
- Myrmeleon (Myrmeleon) croceicollis Gerstäcker, 1885
- Myrmeleon (Myrmeleon) crudelis Walker, 1853
- Myrmeleon (Myrmeleon) dalloninus (Navás, 1937)
- Myrmeleon (Myrmeleon) diminutus Esben-Petersen, 1915
- Myrmeleon (Myrmeleon) doralice Banks, 1911
- Myrmeleon (Myrmeleon) dorsomaculatus Fraser, 1952
- Myrmeleon (Myrmeleon) elongatus Olivier, 1811
- Myrmeleon (Myrmeleon) ermineus Fabricius, 1798
- Myrmeleon (Myrmeleon) exigus C.-k. Yang, 1999
- Myrmeleon (Myrmeleon) exitialis Walker, 1853
- Myrmeleon (Myrmeleon) exsanguis Walker, 1853
- Myrmeleon (Myrmeleon) fasciatus (Navás, 1912)
- Myrmeleon (Myrmeleon) formicarioides van der Weele, 1905
- Myrmeleon (Myrmeleon) formicarius Linnaeus, 1767 – zwartkopmierenleeuw
- Myrmeleon (Myrmeleon) frontalis (Burmeister, 1839)
- Myrmeleon (Myrmeleon) fulgens Palisot de Beauvois, 1805
- Myrmeleon (Myrmeleon) fulvescens (Navás, 1934)
- Myrmeleon (Myrmeleon) fulvinervis (Navás, 1934)
- Myrmeleon (Myrmeleon) furcatus Banks, 1911
- Myrmeleon (Myrmeleon) fuscus C.-k. Yang, 1999
- Myrmeleon (Myrmeleon) gerlindae Hölzel, 1974
- Myrmeleon (Myrmeleon) giloloensis van der Weele, 1909
- Myrmeleon (Myrmeleon) guttatus (Navás, 1936)
- Myrmeleon (Myrmeleon) heppneri Miller & Stange in Miller et al., 1999
- Myrmeleon (Myrmeleon) homsi Navás, 1913
- Myrmeleon (Myrmeleon) houstoni New, 1985
- Myrmeleon (Myrmeleon) hyalinus Olivier, 1811
- Myrmeleon (Myrmeleon) immaculatus De Geer, 1773
- Myrmeleon (Myrmeleon) immanis Walker, 1853
- Myrmeleon (Myrmeleon) inanis Gerstaecker, 1894
- Myrmeleon (Myrmeleon) inconspicuus Rambur, 1842
- Myrmeleon (Myrmeleon) indicus (Navás, 1921)
- Myrmeleon (Myrmeleon) insertus Hagen, 1861
- Myrmeleon (Myrmeleon) insperatus Navás, 1914
- Myrmeleon (Myrmeleon) invisus Walker, 1853
- Myrmeleon (Myrmeleon) iridescens Kirby in Andrews, 1900
- Myrmeleon (Myrmeleon) januarius (Navás, 1916)
- Myrmeleon (Myrmeleon) javanensis van der Weele, 1909
- Myrmeleon (Myrmeleon) krempfi Navás, 1923
- Myrmeleon (Myrmeleon) labuanus Navás, 1913
- Myrmeleon (Myrmeleon) lacteostigma (Navás, 1914)
- Myrmeleon (Myrmeleon) laemargus Navás, 1914
- Myrmeleon (Myrmeleon) laetus Navás, 1910
- Myrmeleon (Myrmeleon) lagopus Gerstäcker, 1894
- Myrmeleon (Myrmeleon) lanceolatus Rambur, 1842
- Myrmeleon (Myrmeleon) leachii (Guilding, 1833)
- Myrmeleon (Myrmeleon) lethifer Walker, 1853
- Myrmeleon (Myrmeleon) littoralis Miller & Stange in Miller et al., 1999
- Myrmeleon (Myrmeleon) lynceus Fabricius, 1787
- Myrmeleon (Myrmeleon) maculaclypeus New, 1985
- Myrmeleon (Myrmeleon) madagascariensis (van der Weele, 1909)
- Myrmeleon (Myrmeleon) marginicollis Gerstaecker, 1894
- Myrmeleon (Myrmeleon) mcfarlandi New, 1985
- Myrmeleon (Myrmeleon) medialis Banks, 1911
- Myrmeleon (Myrmeleon) mediatus (Navás, 1931)
- Myrmeleon (Myrmeleon) melanurus (Navás, 1936)
- Myrmeleon (Myrmeleon) mendax Walker, 1853
- Myrmeleon (Myrmeleon) metuendus Walker, 1853
- Myrmeleon (Myrmeleon) mexicanus Banks, 1903
- Myrmeleon (Myrmeleon) mobilis Hagen, 1888
- Myrmeleon (Myrmeleon) montanus Navás, 1914
- Myrmeleon (Myrmeleon) mouldsorum New & Smithers, 1994
- Myrmeleon (Myrmeleon) neocaledonicus Navás, 1922
- Myrmeleon (Myrmeleon) nigratus Navás, 1918
- Myrmeleon (Myrmeleon) nigritarsis (Navás, 1920)
- Myrmeleon (Myrmeleon) nigromarginatus Esben-Petersen, 1917
- Myrmeleon (Myrmeleon) nigrurus
- Myrmeleon (Myrmeleon) noacki Ohm, 1965
- Myrmeleon (Myrmeleon) novaeguineae van der Weele, 1909
- Myrmeleon (Myrmeleon) obducens Walker, 1860
- Myrmeleon (Myrmeleon) oberthuri (Navás, 1923)
- Myrmeleon (Myrmeleon) obscurus Rambur, 1842
- Myrmeleon (Myrmeleon) ochronevrus Rambur, 1842
- Myrmeleon (Myrmeleon) orestes Banks, 1941
- Myrmeleon (Myrmeleon) paghmanus Hölzel, 1972
- Myrmeleon (Myrmeleon) pallescens (Navás, 1934)
- Myrmeleon (Myrmeleon) pallidipes Banks, 1920
- Myrmeleon (Myrmeleon) pallidus (Esben-Petersen, 1918)
- Myrmeleon (Myrmeleon) palpalis Navás, 1912
- Myrmeleon (Myrmeleon) pellucidus Hölzel, 1988
- Myrmeleon (Myrmeleon) periculosus Walker, 1853
- Myrmeleon (Myrmeleon) persimilis Miller & Stange in Miller et al., 1999
- Myrmeleon (Myrmeleon) pertyi Navás, 1912
- Myrmeleon (Myrmeleon) philippinus (Navás, 1925)
- Myrmeleon (Myrmeleon) pictifrons Gerstäcker, 1885
- Myrmeleon (Myrmeleon) picturatus Navás, 1914
- Myrmeleon (Myrmeleon) pseudofasciatus Hölzel, 1981
- Myrmeleon (Myrmeleon) pseudohyalinus Hölzel, 1972
- Myrmeleon (Myrmeleon) punctatus Fabricius, 1787
- Myrmeleon (Myrmeleon) punctinervis Banks, 1937
- Myrmeleon (Myrmeleon) quinquemaculatus Hagen, 1853
- Myrmeleon (Myrmeleon) regularis (Esben-Petersen, 1918)
- Myrmeleon (Myrmeleon) rusticus Hagen, 1861
- Myrmeleon (Myrmeleon) sagittarius New, 1985
- Myrmeleon (Myrmeleon) sanaanus (Navás, 1934)
- Myrmeleon (Myrmeleon) semigriseus Krivokhatsky, 1991
- Myrmeleon (Myrmeleon) sexmaculatus (Navás, 1912)
- Myrmeleon (Myrmeleon) simplicissimus Gerstäcker, 1885
- Myrmeleon (Myrmeleon) sjostedti van der Weele, 1910
- Myrmeleon (Myrmeleon) solers Walker, 1853
- Myrmeleon (Myrmeleon) speciosus Olivier, 1811
- Myrmeleon (Myrmeleon) sticticus Blanchard in Blanchard & Brullé, 1845
- Myrmeleon (Myrmeleon) stigmalis Navás, 1912
- Myrmeleon (Myrmeleon) striatifrons New, 1985
- Myrmeleon (Myrmeleon) sumatrensis van der Weele, 1909
- Myrmeleon (Myrmeleon) taiwanensis Miller & Stange in Miller et al., 1999
- Myrmeleon (Myrmeleon) tenuipennis Rambur, 1842
- Myrmeleon (Myrmeleon) territorius New, 1985
- Myrmeleon (Myrmeleon) texanus Banks, 1900
- Myrmeleon (Myrmeleon) tigrinus Fabricius, 1775
- Myrmeleon (Myrmeleon) timidus Gerstäcker, 1888
- Myrmeleon (Myrmeleon) torquatus Navás, 1914
- Myrmeleon (Myrmeleon) trifasciatus (Navás, 1923)
- Myrmeleon (Myrmeleon) trifolii Fraser, 1950
- Myrmeleon (Myrmeleon) trivialis Gerstaecker, 1885
- Myrmeleon (Myrmeleon) uniformis Navás, 1920
- Myrmeleon (Myrmeleon) uptoni New, 1985
- Myrmeleon (Myrmeleon) ursinus Fabricius, 1798
- Myrmeleon (Myrmeleon) validus McLachlan, 1894
- Myrmeleon (Myrmeleon) variegatus Palisot de Beauvois, 1805
- Myrmeleon (Myrmeleon) viganus (Navás, 1923)
- Myrmeleon (Myrmeleon) vittatus Olivier, 1811
- Myrmeleon (Myrmeleon) wangi Miller & Stange in Miller et al., 1999
- Myrmeleon (Myrmeleon) wismanni (Navás, 1936)
- Myrmeleon (Myrmeleon) wrighti Banks, 1930
- Myrmeleon (Myrmeleon) zebidee New & Smithers, 1994
- Myrmeleon (Nehornius) dampfi (Navás, 1928)
- Myrmeleon (Nehornius) dolosus Walker, 1853
- Myrmeleon (Nehornius) fischeri (Navás, 1933)
- Myrmeleon (Nehornius) obscurus (Navás, 1912)
- Myrmeleon (Nehornius) perspicuus Gerstäcker, 1894
- Myrmeleon acer Walker, 1853
- Myrmeleon alternans Brullé in Webb & Berthelot, 1839
- Myrmeleon circulis Bao & Wang, 2006
- Myrmeleon contractus Walker, 1860
- Myrmeleon immaculatus Morton, 1921
- Myrmeleon lambkini New, 1996
- Myrmeleon lineolus Rambur, 1842
- Myrmeleon nekkacus Okamoto, 1934
- Myrmeleon niger Linnaeus in Afzelius & Linnaeus, 1823
- Myrmeleon trigonois Bao & Wang, 2006
- Myrmeleon valentini Krivokhatsky, 2002
- Myrmeleon viridis Böber, 1793
- Myrmeleon yemenicus Hölzel, 2002
- Myrmeleon zanganus C.-k. Yang, 1987